# チエノピリジン
チエノピリジンとは、窒素を1つ含む六員環芳香族化合物であるピリジンと、硫黄を1つ含む五員環芳香族化合物であるチオフェンが、環の1辺を共有して縮合した二環式化合物である。化学の分野では、単にチエノピリジンという場合は Thieno[3,2-b]pyridine を指す。
ピリジン側の環に水素付加したものは、正確には4,5,6,7-テトラヒドロチエノ[○,○-○]ピリジンと呼ばれる。
チエノピリジンの例
- Thieno[2,3-b]pyridine
- Thieno[2,3-c]pyridine
- Thieno[3,2-c]pyridine
- Thieno[3,2-b]pyridine

## チエノピリジン系薬剤

クロピドグレル

プラスグレル

4,5,6,7-Tetrahydrothieno[3,2-b]pyridine 骨格を持つチエノピリジン系薬剤は、選択的・不可逆的ADP受容体（P2Y12）阻害薬であり、抗血小板活性を持つため抗血薬として使用される。

チクロピジン

### 例
2014年10月現在、日本では下記の薬剤が入手できる。
- 第一世代[3]

チクロピジン（商品名パナルジン他）
- 第二世代[3]

クロピドグレル（商品名プラビックス）
- 第三世代[3]

プラスグレル（商品名エフィエント）

### 関連薬剤
チカグレロル（Brilinta）は海外ではチエノピリジン系薬剤と同様の用途に用いられているが、異なる系統（cyclo-pentyltriazolo-pyrimidine）に属し、可逆的P2Y12阻害薬である。